# Heinrich-Johann von Droste zu Hülshoff

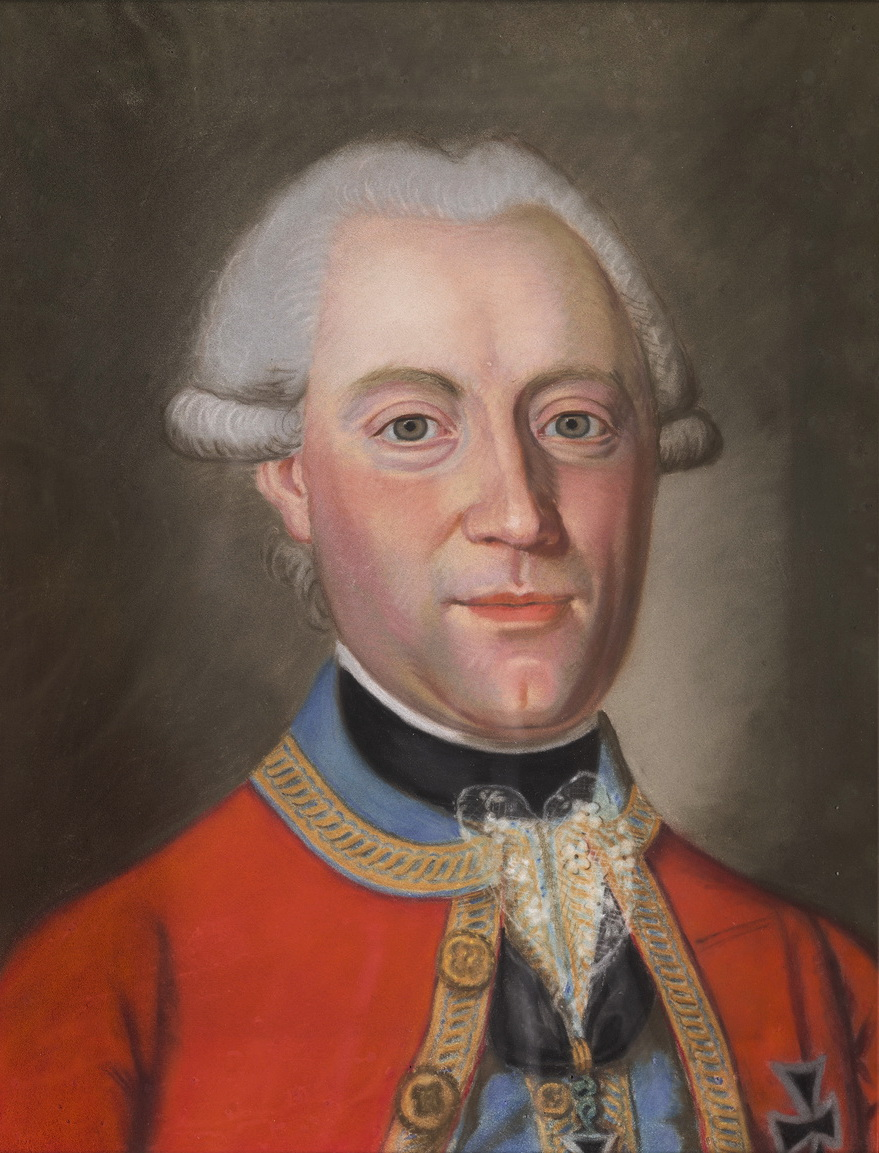
Heinrich Johann Droste zu Hülshoff

Heinrich-Johann von Droste zu Hülshoff (* 23. Januar 1735; † 5. April 1798) war Komtur und Ratsgebietiger der Deutschordensballei Alden Biesen, fürstbischöflicher Kammerherr und Geheimer Kriegsrat, Generalleutnant und Gouverneur von Münster.

## Herkunft
Heinrich-Johann (II.) von Droste zu Hülshoff war ein Sohn des Heinrich Wilhelm Droste zu Hülshoff (1704–1754) und seiner Frau Anna Brigitta Droste zu Vischering, einer Tochter von Maximilian Heidenreich Droste zu Vischering (1684–1751). Er gehörte der 18. Generation seiner Familie an und war ein jüngerer Bruder des Clemens August I. von Droste zu Hülshoff (1730–1798), des Großvaters der Dichterin Annette von Droste-Hülshoff, der die Familiengüter erhielt. Schon deren Vater wurde von J. Holsenbürger als geschickter Reiter und Fechter beschrieben, was dieser auf seiner Kavalierstour unter Beweis stellte, als er in Rom einer Fürstin Colonna, der die Pferde durchgegangen waren, das Leben rettete. Sie soll ihm so dankbar gewesen sein, dass sie ihm das Recht verlieh, sich mit der Säule aus dem Familienwappen der Colonnas zu schmücken. Die Beziehungen der Colonna zum Heiligen Stuhl kamen ihm zustatten, als er auf dem Petersplatz von einem Grafen Fugger zum Duell gefordert, diesen in Notwehr erstochen hatte, worauf er auf Vermittlung der Fürstin Kirchenasyl erhielt. Ursache des Duells war, dass Heinrich-Wilhelm bei seinem Abschiedsdiner in Salzburg vergessen hatte, Fugger brauchgemäß zuzutrinken, wonach dieser – aus einer sehr reichen, aber nicht uradeligen Familie stammend – sich Rache geschworen hatte. Nach dieser tragischen Begebenheit war Heinrich-Wilhelm seines Lebens nie mehr richtig froh geworden, obwohl er auch ein „Meister auf der Flöte“ gewesen sein soll.

## Leben

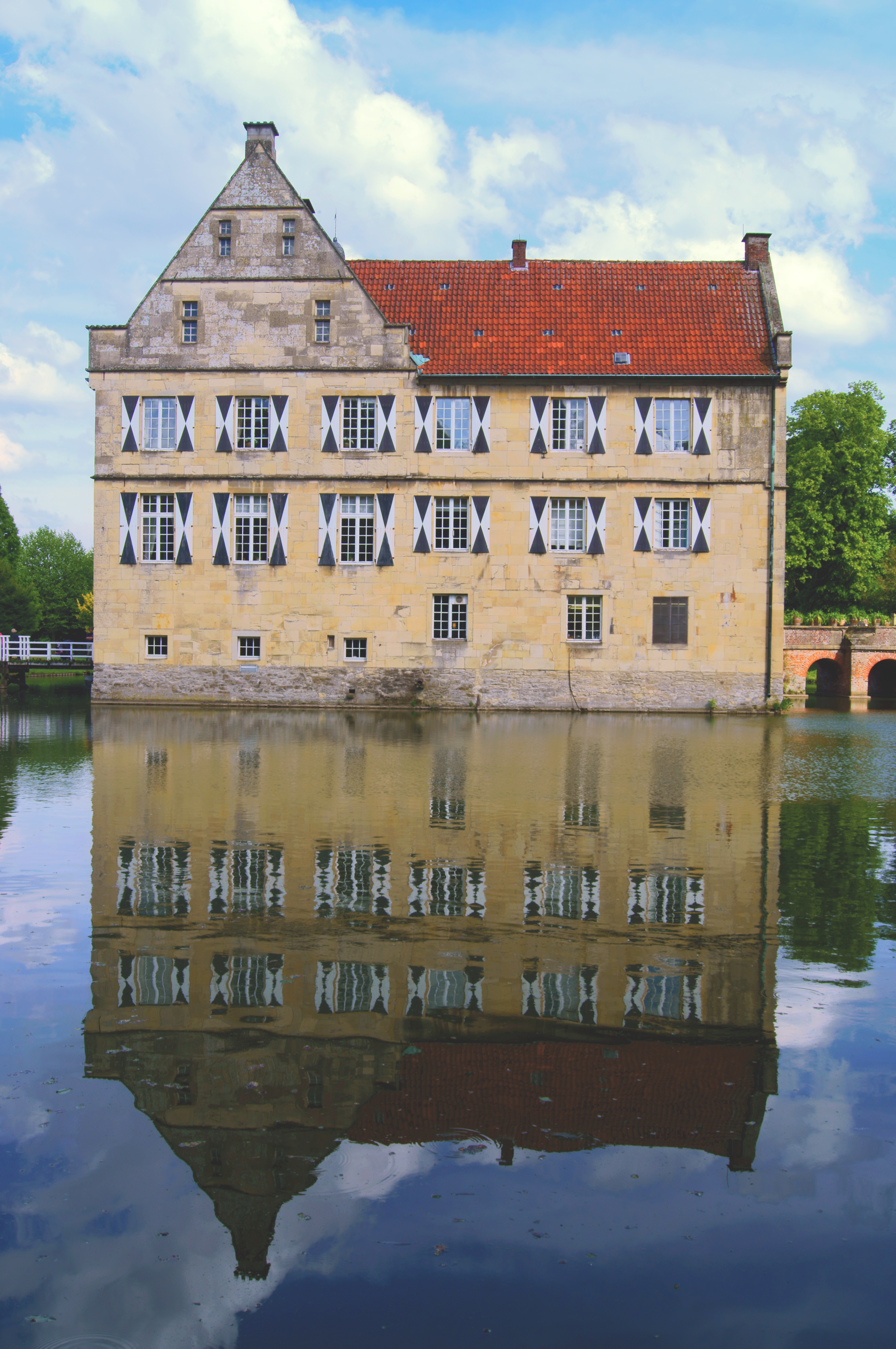
Heinrich-Johann gab Burg Hülshoff die heutige Gestalt

Wie sein oben geschilderter Vater war auch Heinrich-Johann ein stattlicher Mann, ein geschickter Reiter, Schütze und Fechter. 1752 war er Kavallerieoffizier. Er trat als nachgeborener Sohn 1754 in den Militärdienst des Hochstifts Münster als Rittmeister im Kavallerieregiment Friedrich Florenz Raban von der Wenge ein, eine Stelle, die ihm sein älterer Bruder Clemens-August I. (1730–1798) abgetreten hatte, nachdem dieser das Regiment zur Entführung seiner Braut Maria-Bernhardine, geb. Freiin von der Recke (Adelsgeschlecht) (1733–1784), missbraucht hatte. 1756 wurde er – wie sein Vater – Kammerherr des Fürstbischofs Clemens August von Bayern, in diesem Jahr wurde er von einem Nebensitz der Droste zu Hülshoff, Burg Nienborg, zur Ritterschaft aufgeschworen und nahm an fast allen Landtagen teil. Am 15. Mai 1778 nahm er auch an der Hochzeit der verwitweten Gräfin Maria-Anna von Plettenberg-Wittem, geb. von Galen (1752–1829) mit Clemens August von Ketteler (1751–1815) teil. Aus diesem Anlass wurde er in der Uniform der Ritterschaft porträtiert. Seine nicht unerheblichen Einkünfte verwendete er zugunsten der Familie von Droste zu Hülshoff. Er erwarb 1782 das Stadthaus „Gravenhorster Hof“ am Krummen Timpen und der Beckerstiege, in das – während des ebenfalls durch ihn finanzierten Umbaus von Burg Hülshoff – sein Bruder Clemens August I. mit seiner Familie zog. In diesem Hause wohnte auch später bei den häufigen Aufenthalten in der Stadt sein Neffe Clemens-August II. von Droste zu Hülshoff mit seiner Familie, darunter die Dichterin Annette von Droste zu Hülshoff. Später erwarb es dessen Bruder, der Komponist Maximilian-Friedrich von Droste zu Hülshoff. Für mindestens 15.000 Taler ließ Heinrich-Johann 1789–1794 Burg Hülshoff zur Erhöhung des Wohnkomforts umbauen, was deren Besitzer, sein Bruder Clemens-August, der überwiegend in der Stadt lebte, und die Nachfahren nicht gern sahen, weil dabei viel Schönes und Altertümliches zerstört wurde.

## Ritter des Deutschen Ordens

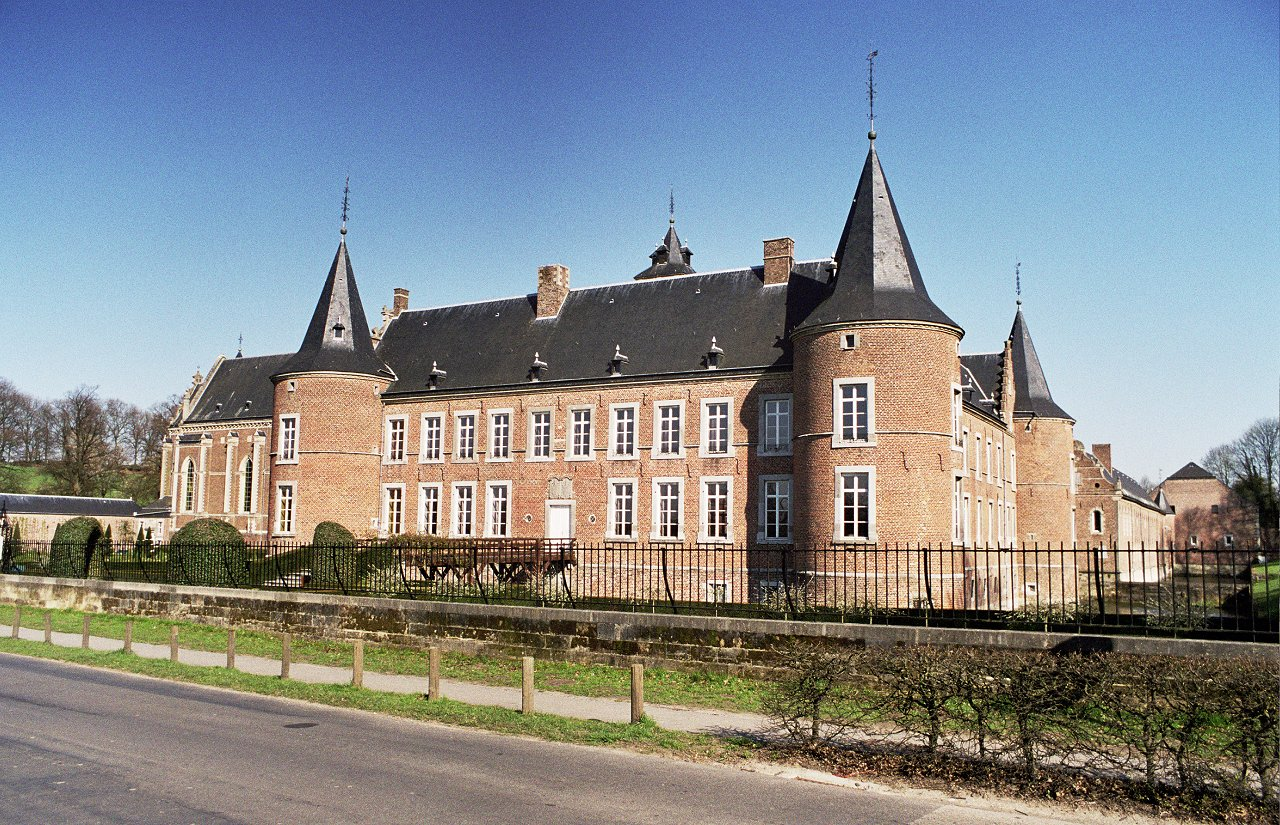
Deutsch-Ordensschloss Alden Biesen, Wirkungsort von Ratsgebietiger Heinrich Johann Droste zu Hülshoff

Sein Vater war ein Kammerherr und sein Bruder ein Patensohn des Fürstbischofs Clemens August von Bayern, was dazu beigetragen haben kann, dass Heinrich-Johann schon 1756 durch Clemens August in den Deutschen Orden aufgenommen wurde, dessen Hochmeister der Fürstbischof war, und dort Karriere machte. Im Deutschen Orden war er mehrfach Komtur. 1771–1776 wirkte er als Komtur der Kommende Ramersdorf in Bonn, 1776–1778 als Komtur zu Ordingen Sint-Truiden, 1778–1784 als Komtur der Deutschordenskommende St. Aegidius in Aachen, 1784–1791 als Komtur zu Petersfuren (Commanderie van Sint-Pieters-Voeren), 1791–1794 Komtur zu Gruitrode und 1794–1798 als Komtur zu Beckenforth (Bekkevoort). 1784 (nach dem Tode des Landkomturs Caspar Anton von Belderbusch) verwaltete er die gesamte Deutschordensballei Alden Biesen als deren Ratsgebietiger. In dieser Funktion hatte er enge Kontakte zum Hause Habsburg und überbrachte 1784 die Nachricht von der Wahl des Maximilian Franz von Österreich als neuer Fürstbischof von Münster an Kaiserin Maria Theresia, die Mutter des Erwählten, die ihm dafür kostbare Geschenke übergab. Diese Bischofswahl des amtierenden Großmeisters des Deutschen Ordens war auch dadurch ermöglicht worden, dass der jüngere Bruder von Heinrich-Johann, Ernst Konstantin von Droste zu Hülshoff (Domherr, 1736), der als Domdechant (Stiftsadel) zur Kandidatur aufgefordert worden war, darauf verzichtet hatte, überzeugt, dass nur ein Prinz aus mächtigem Hause die Unabhängigkeit des Hochstiftes Münster retten könne.
Im Deutschen Orden hatte Heinrich Johann auch Beziehungen zu Ferdinand Ernst von Waldstein-Wartenberg, dem Förderer von Beethovens Ausbildung bei Haydn, mit dem sich auch sein Neffe, der Komponist Maximilian Friedrich von Droste zu Hülshoff, anfreundete.

## Militärische Laufbahn im Hochstift Münster

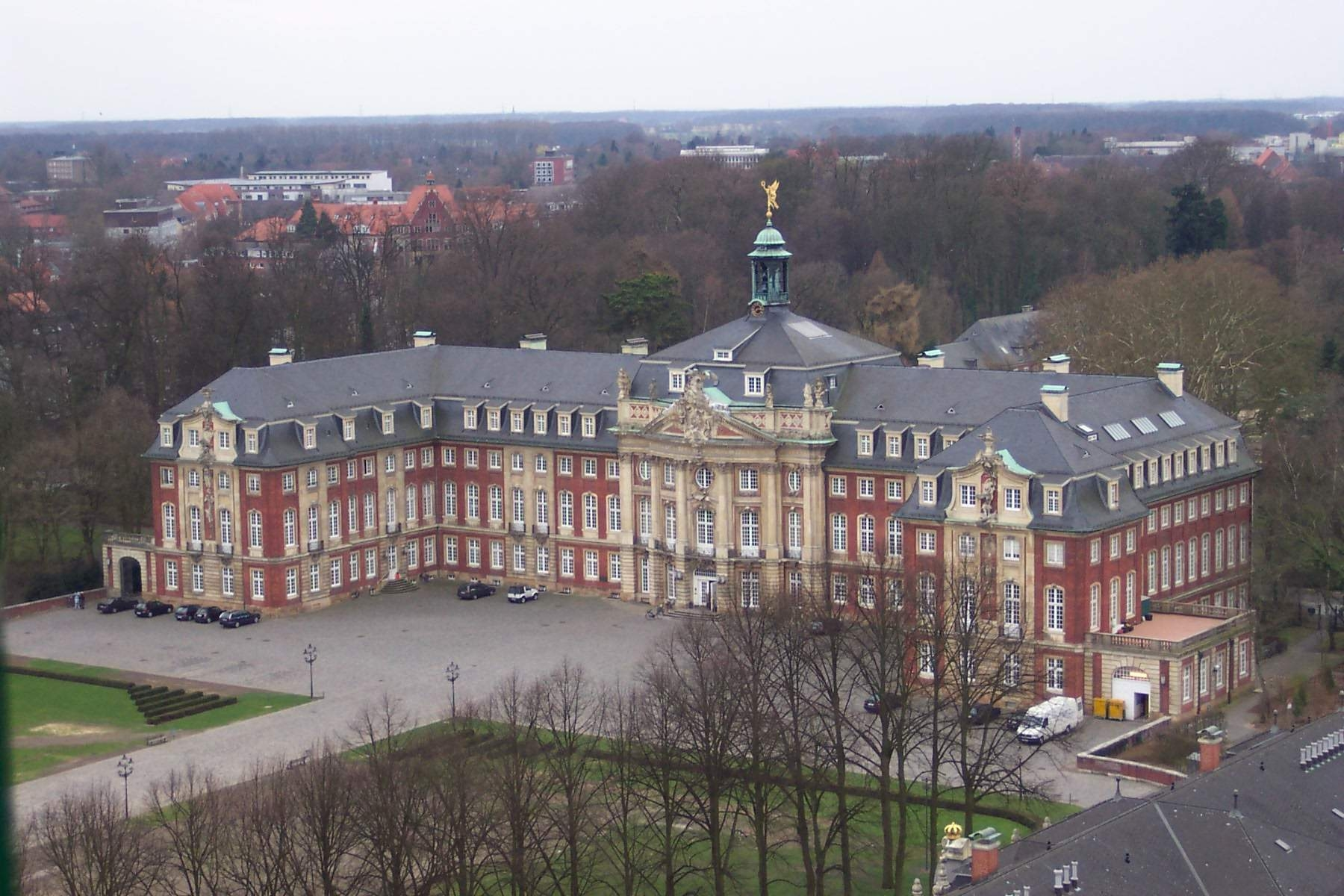
General Heinrich-Johann war verantwortlich für den Schutz des Residenzschlosses Münster

Droste zu Hülshoff wurde im Militär des Fürstbischofs von Münster u. a. 1768 Chef des Cavallerie-Regiments „von Geldern“.  Unter Fürstbischof Maximilian Franz von Österreich wurde Heinrich Johann 1780 General und 1797 sogar als Generalleutnant Kommandant der gesamten fürstbischöflichen Armee und Gouverneur des Hochstifts Münster. Dieses Amt fiel in die Zeit, als Fürstbischof Maximilian-Franz durch die Franzosen von seinem Haupt-Bischofssitz Köln und aus seinen rheinischen Residenzen Kurfürstliches Schloss Bonn und Schlösser Augustusburg und Falkenlust in Brühl (Rheinland) vertrieben worden war. Heinrich-Johann war somit zuständig für den militärischen Schutz der neuen Residenz Fürstbischöfliches Schloss Münster. Seine Armee, die aus vier Infanterie-Regimentern, einem Kavallerie-Regiment, der Artillerieabteilung und der Leibgarde bestand und nominell 1250 Mann umfasste, beteiligte sich ab 1792 immer wieder mit einzelnen Regimentern an den Revolutionskriegen gegen Frankreich. Er selbst blieb jedoch in Münster und oblag seinen Leitungs- und Organisationsaufgaben. Sein Aufgabenkreis verringerte sich nach dem Sonderfrieden von Basel 1795, als der Fürstbischof einen Machtverlust erlitten hatte und Preußen den militärischen Schutz des Hochstifts als Garantiemacht übernommen hatte, auch nicht wesentlich.